# Alex Merlim
Alex Rodrigo da Silva Merlim (Dourados, 15 luglio 1986) è un giocatore di calcio a 5 brasiliano naturalizzato italiano, campione europeo con la nazionale italiana nel 2014.

## Carriera

### Club
Utilizzato nel ruolo di laterale, Merlim ha disputato tutte le categorie giovanili in Brasile, dove è stato soprannominato Babalu.
In Italia è stato portato dall'Augusta che lo ha inizialmente utilizzato anche come tassello della propria Under-21 con la quale vince uno scudetto. 
Nel giugno del 2011 passa alla Luparense con la cui maglia gioca per quattro stagioni, vincendo due scudetti, altrettante Supercoppe italiane e una Coppa Italia.

### Nazionale
Con la nazionale italiana ha preso parte al Mondiale 2012, concluso dagli azzurri al terzo posto, e due anni più tardi al vittorioso campionato europeo.
Il 20 dicembre 2021, in occasione dell'incontro amichevole perso per 4-6 contro l'Iran, gioca la sua centesima partita con la maglia della nazionale, ricevendo una maglia commemorativa da Luca Bergamini, presidente della Divisione Calcio a 5. 
Il 17 gennaio 2022 viene incluso nella lista definitiva dell'Italia per il Campionato europeo 2022.

## Palmarès

### Club

#### Competizioni nazionali
- Campionato portoghese: 6

Sporting CP: 2015-16, 2016-17, 2017-18, 2020-21, 2021-22, 2022-23
- Campionato italiano: 2

Luparense: 2011-12, 2013-14
- Coppa del Portogallo: 5

Sporting CP: 2015-16, 2017-18, 2018-19, 2019-20, 2021-22
- Coppa Italia: 1

Luparense: 2012-13
- Coppa di Lega portoghese: 4

Sporting CP: 2015-16, 2016-17, 2020-21, 2021-22
- Supercoppa del Portogallo: 5

Sporting CP: 2017, 2018, 2019, 2021, 2022
- Supercoppa italiana: 2

Luparense: 2012, 2013

#### Competizioni internazionali
- UEFA Champions League: 2

Sporting CP: 2018-19, 2020-21

### Nazionale
- Campionato d'Europa: 1

Anversa 2014

### Individuale
- Pallone Azzurro: 1

2015